# Болугур, Мерве
Мерве́ Болугу́р (тур. Merve Boluğur; р. 16 сентября 1987, Стамбул) — турецкая актриса, модель и дизайнер. Наиболее известна по роли Нурбану-султан сериале «Великолепный век» и Айшегюль Ялчин в сериале «Маленькие тайны».

## Биография
Мерве Болугур родилась 16 сентября 1987 года в Стамбуле, Турция, в семье Айше и Левента Болугур. Второй ребёнок в семье: есть старший брат. Обучалась актёрскому мастерству в центре искусств Мюждата Гезена.

## Карьера
В 2006—2007 годах Мерве Болугур снималась в роли Айшегюль в турецкой версии американского сериала «Сабрина — маленькая ведьма». Прославилась актриса благодаря роли Айшегюль в сериале «Маленькие тайны», аналоге американского сериала «Сплетница». 
В 2011 году Мерве получила награду Ayakl Gazete TV, став самой перспективной актрисой года. Следующей значительной ролью стала роль Зейнеп в сериале «Kuzey Güney». С 2013 года снималась в популярном сериале «Великолепный век», где сыграла роль Нурбану Султан. С 2014 года является лицом компании Maybelline в Турции.
В 2017 году сыграла одну из главных ролей в сериале «Буря внутри меня».
В 2018 году создала собственную косметическую марку «Merve Boluğur Cosmetics».
Совместно с работой в кино снималась в рекламных роликах («Cornetto» (2005), «Rexona» (2012) и «Burger King»).

## Личная жизнь
С 2013 года Мерве Болугур встречалась с популярным в Турции певцом Муратом Далкылычем. В середине декабря 2014 года они расстались, а в апреле 2015 года вновь стали встречаться. В июне 2015 года во время их совместного отдыха в Бодруме Далкылыч сделал Болугур предложение, и она ответила согласием. 18 августа был проведён обряд «ночь хны», 24 августа во дворце Адиле-султан состоялась свадьба. Два года спустя, 11 сентября 2017 года, супруги развелись.
В сентябре 2022 года стало известно, что Мерве получила предложение руки и сердца от своего возлюбленного –  диджея и аранжировщика Мерта Айдына. В октябре того же года пара поженилась, однако 23 ноября, спустя 40 дней брака, стало известно об их разводе.

## Фильмография
| Год       |   | Русское название           | Оригинальное название      | Роль           |
| --------- | - | -------------------------- | -------------------------- | -------------- |
| 2006—2007 | с | Маленькая ведьма           | Acemi Cadı                 | Айшегюль       |
| 2006      | ф | Келоглан против Карапренса | Keloğlan Karaprens'e Karşı | Биргюль        |
| 2007      | ф | Гомеда                     | Gomeda                     | Айшен          |
| 2007      | с | Снова любовь               | Aşk Yeniden                | Эйлюль         |
| 2008      | ф | До свидания, Гюзин         | Hoscakal Guzin             | Бахар          |
| 2009      | с | Пепел и огонь              | Kül ve Ateş                | Хаяль          |
| 2010—2011 | с | Маленькие тайны Стамбула   | Küçük Sırlar               | Айшегюль       |
| 2011—2013 | с | Кузей Гюней                | Kuzey Güney                | Зейнеп         |
| 2013—2014 | с | Великолепный век           | Muhteşem Yüzyıl            | Нурбану-султан |
| 2016—2017 | с | Буря внутри меня           | Içimdeki Fırtına           | Эзги           |